# Shane Cleveland
Shane Cleveland es un deportista estadounidense que compitió en duatlón. Ganó una medalla de bronce en el Campeonato Mundial de Duatlón de 1991.

## Palmarés internacional
| Campeonato Mundial | Campeonato Mundial              | Campeonato Mundial | Campeonato Mundial |
| Año                | Lugar                           | Medalla            | Prueba             |
| ------------------ | ------------------------------- | ------------------ | ------------------ |
| 1991               | Cathedral City (Estados Unidos) | Medalla de bronce  | Individual         |